# Góra Świętej Małgorzaty (plaats)
Góra Świętej Małgorzaty is een dorp in het Poolse woiwodschap Łódź, in het district Łęczycki. De plaats maakt deel uit van de gemeente Góra Świętej Małgorzaty.